# Nery Veloso
Nery Alexis Veloso Espinoza (Los Ángeles, 2 marzo 1987) è un calciatore cileno, portiere del Santiago Wanderers.

## Carriera

### Nazionale
Ha partecipato ai Mondiali Under-20 del 2007.
Nel 2009 ha giocato una partita con la nazionale maggiore cilena.